# Хэндун
Хэнду́н (кит. упр. 衡东, пиньинь Héngdōng, буквально: «восточная часть уезда Хэншань») — уезд городского округа Хэнъян провинции Хунань (КНР). 

## История
Во времена империи Цзинь в 290 году был создан уезд Хэншань. В эпоху Южных и Северных династий, когда эти земли оказались в составе государства Сун, он был в 464 году переименован в Сяннань (湘南县), но после перехода этих земель в состав государства Ци уезду было в 474 году возвращено прежнее название.
После образования КНР в 1949 году был создан Специальный район Хэнъян (衡阳专区), и уезд вошёл в его состав. В октябре 1952 года Специальный район Хэнъян был расформирован, и его административные единицы перешли в состав новой структуры — Сяннаньского административного района (湘南行政区). В 1954 году Сяннаньский административный район был упразднён, и был вновь образован Специальный район Хэнъян.
В 1966 году часть уезда Хэншань, лежащая к востоку от реки Сянцзян, была выделена в отдельный уезд Хэндун.
В 1970 году Специальный район Хэнъян был переименован в Округ Хэнъян (衡阳地区).
Постановлением Госсовета КНР от 8 февраля 1983 года был расформирован округ Хэнъян, его административные единицы перешли под юрисдикцию властей города Хэнъян, превратившегося таким образом в городской округ.

## Административное деление
Уезд делится на 15 посёлков и 2 волости.